# Vincenzo Pastore (militare)
Vincenzo Pastore (Roma, 15 luglio 1908 – Maghec, 13 settembre 1941) è stato un militare italiano insignito della medaglia d'oro al valor militare alla memoria nel corso della seconda guerra mondiale.

## Biografia
Nacque a Roma il 15 luglio 1908, figlio di Vincenzo e Michela Pastore.
Iscritto alla facoltà di medicina dell'Università di Napoli, nel gennaio 1930 fu chiamato a prestare servizio militare di leva nel Regio Esercito venendo nominato sottotenente di complemento dell'arma di cavalleria nel luglio successivo dopo avere frequentato la Scuola allievi ufficiali di Moncalieri. Prestò servizio nel Reggimento "Cavalleggeri di Monferrato" (13º) venendo posto in congedo nel 1931. Nell'aprile del 1933 e richiamato in servizio a domanda e trasferito nel Regio corpo truppe coloniali della Tripolitania dove rimase per circa sei anni in forza nel II Gruppo squadroni sahariani. Rientrato in Italia con il grado di tenente, poco tempo dopo, nell'agosto 1939 partì volontario per l'Africa Orientale Italiana e al comando di una banda a cavallo di Buriè del gruppo bande del Goggiam, si comportò brillantemente in azioni di grande polizia coloniale venendo decorato con una croce di guerra al valor militare. Incaricato del grado di capitano, passò poi in forza al Comando Truppe Amara assumendo, nel giugno 1940, il comando di uno squadrone del XIV Gruppo squadroni cavalieri Amara. Cadde in combattimento a Maghec il 13 settembre 1941, e fu successivamente insignito della medaglia d'oro al valor militare alla memoria. Dopo la sua morte l'Università di Napoli gli concesse la laurea ad honorem.